# Namasia
Namasia (chinesisch 那瑪夏區, Pinyin Nàmǎxià Qū), oder Namaxia, ist ein Stadtbezirk von Kaohsiung in der Republik China (Taiwan).

## Lage
Namasia liegt im Nordosten des Stadtgebiets von Kaohsiung im gebirgigen Landesinneren der Insel Taiwan. Die angrenzenden Verwaltungseinheiten sind (im Uhrzeigersinn) die Stadtbezirke Tauyuan und Jiaxian von Kaohsiung im Osten bzw. Südosten, der Stadtbezirk Nanhua von Tainan im Südwesten, die Landgemeinde Dapu (Landkreis Chiayi) im Westen und die Landgemeinde Alishan (Landkreis Chiayi) im Norden. Bedingt durch die gebirgige Topografie ist Namasia nur sehr dünn besiedelt. Durch Namasia fließt der Oberlauf des kleinen Flusses Qishan (旗山溪,  Qíshān Xī, auch Nanzixian 楠梓仙溪,  Nánzǐxiān Xī), der in Namasia 11 Zuflüsse aufnimmt. Am 26. Mai 1993 wurden der Fluss und seine Zuflüsse Teil eines 274,22 ha großen Naturschutzgebietes.

## Geschichte
Die erste schriftlich überlieferte Erwähnung des Gebietes stammt aus Beschreibungen in De Dagregisters van het Kasteel Zeelandia von Angestellten der Niederländischen Ostindien-Kompanie in den Jahren 1648 bis 1655. Ursprünglich war das Gebiet von der taiwanisch-indigenen Ethnie der Kanakanavu besiedelt. Nachdem Taiwan 1945 an die Republik China gekommen war, wurde das Gebiet administrativ zunächst als Bezirksamt Xiongfeng (雄峰區署, ab 1945), Landgemeinde Maya (瑪雅鄉, ab 1948) und Landgemeinde Sanmin (chinesisch 三民鄉, Pinyin Sānmín Xiāng, ab 1958) im Landkreis Kaohsiung organisiert. Der letztere Name war den „Drei Prinzipien des Volkes“ (三民主義) des Republikgründers Sun Yat-sen entlehnt. Am 1. Januar 2008, während der Regierung des DPP-Präsidenten Chen Shui-bian, erschien dieser Name aus der Zeit der Kuomintang-Alleinregierung nicht mehr opportun und die Gemeinde erhielt den heutigen Namen ‚Namasia‘, nach dem Namen eines Flusses in der Bunun-Sprache.
Am 25. Dezember 2010 wurde der Landkreis Kaohsiung aufgelöst und an die Stadt Kaohsiung angegliedert. Die Landkreisgemeinden und damit auch Namasia erhielten den Status von Stadtbezirken  (區, Qū). Im Jahr 2014 erhielt Namasia den besonderen Status eines „Berglandbezirks der Ureinwohner“.
| Takanua 達卡努瓦里 Maya 瑪雅里 Nangisalu 南沙魯里 |

## Verwaltungsgliederung
Namasia ist weiter in drei Stadtteile (里, Li) untergliedert:
- Nangisalu (南沙魯里)
- Maya (瑪雅里)
- Takanua (達卡努瓦里)

## Bevölkerung
Die ursprüngliche Bevölkerung bestand aus Angehörigen der Ethnie der Kanakanavu. Heute ist die Bevölkerung gemischt. Die Kanakanavu bilden nur noch eine Minderheit. Im Weiteren leben hier Han-Chinesen, sowie Bunun, Tsou, Atayal und Paiwan. Angehörige taiwanisch-indigener Völker bilden die Bevölkerungsmehrheit (zu etwa 70 % Bunun). Die Mehrheit der Bevölkerung gehört christlichen Bekenntnissen an.

## Wirtschaft und Verkehr
Namasia ist sehr landwirtschaftlich geprägt. Hauptprodukte sind Bambus(sprossen) (299,8 Hektar Anbaufläche), Pflaumen (233 ha), Ingwer (75 ha), Mangos (48,7 ha), Tee (31 ha), Taro, Pfirsiche, Kaki und Birnen.
Wirtschaftliche Bedeutung hat auch der Natur-Tourismus. Der Taifun Morakot richtete im Jahr 1998 schwere Schäden an, deren Beseitigung Jahre in Anspruch nahm.
Wichtigste Verkehrsader ist die Provinz-Schnellstraße 29.

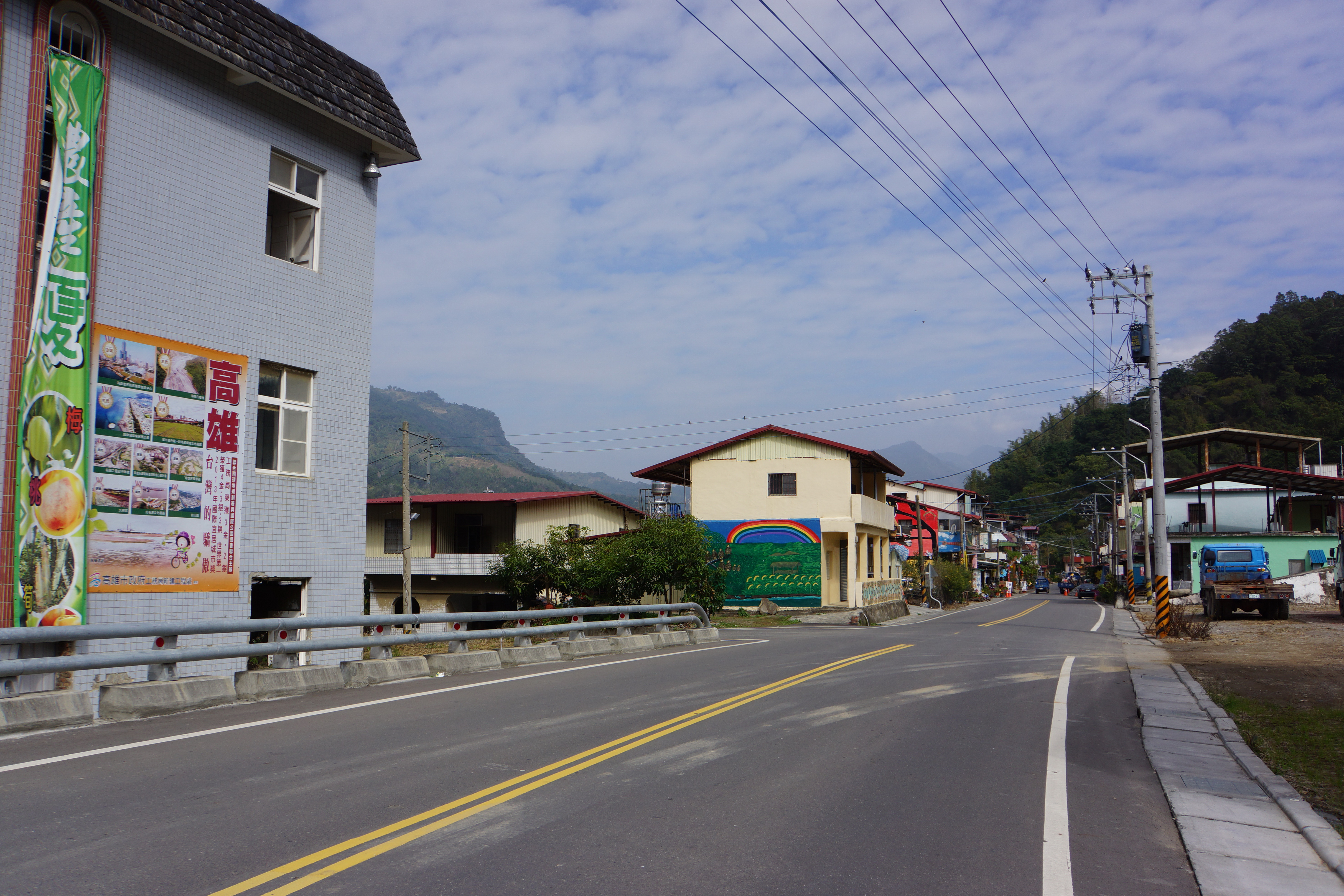
An der Provinz-Schnellstraße 29
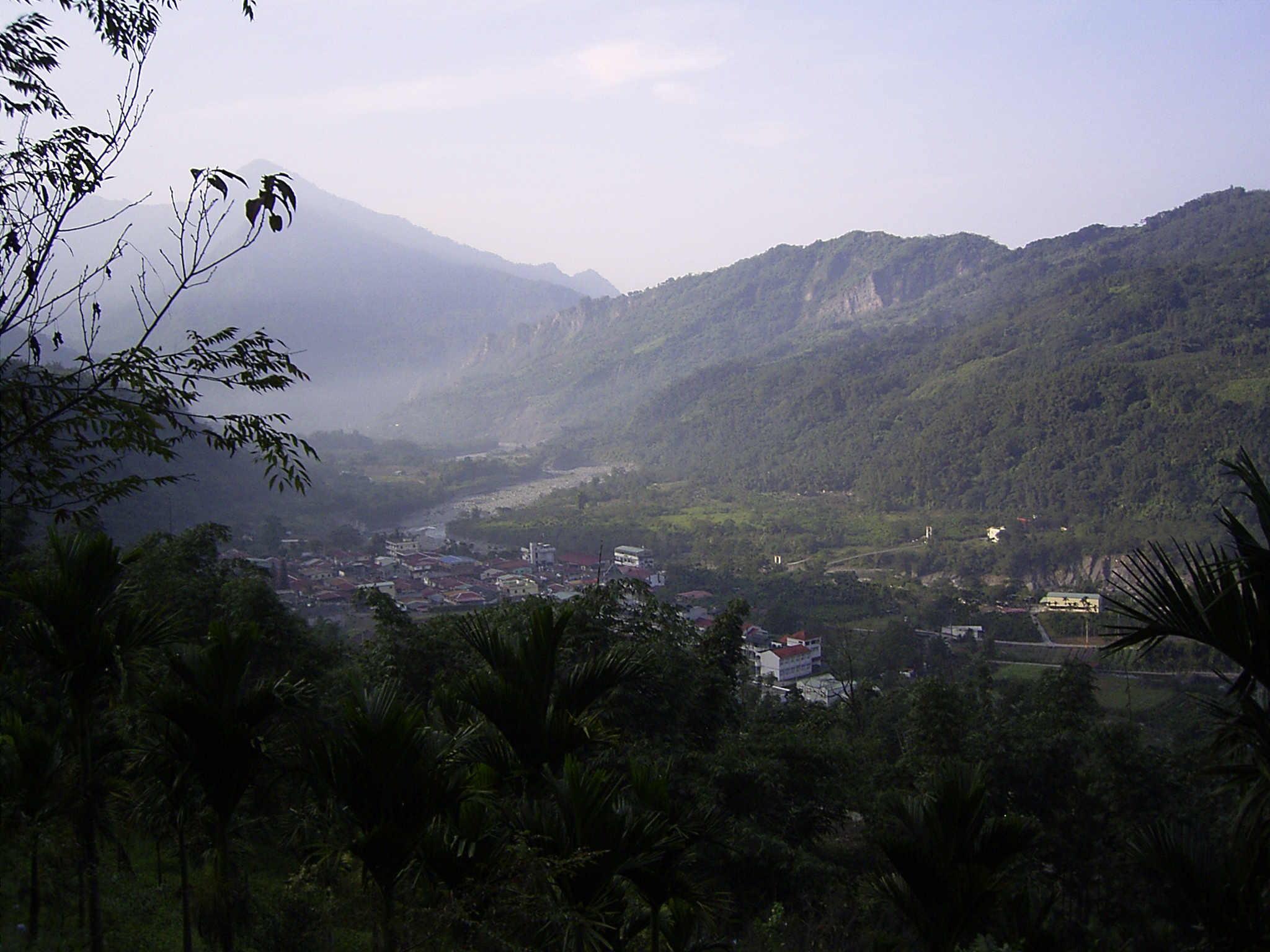
Ansicht in Maya
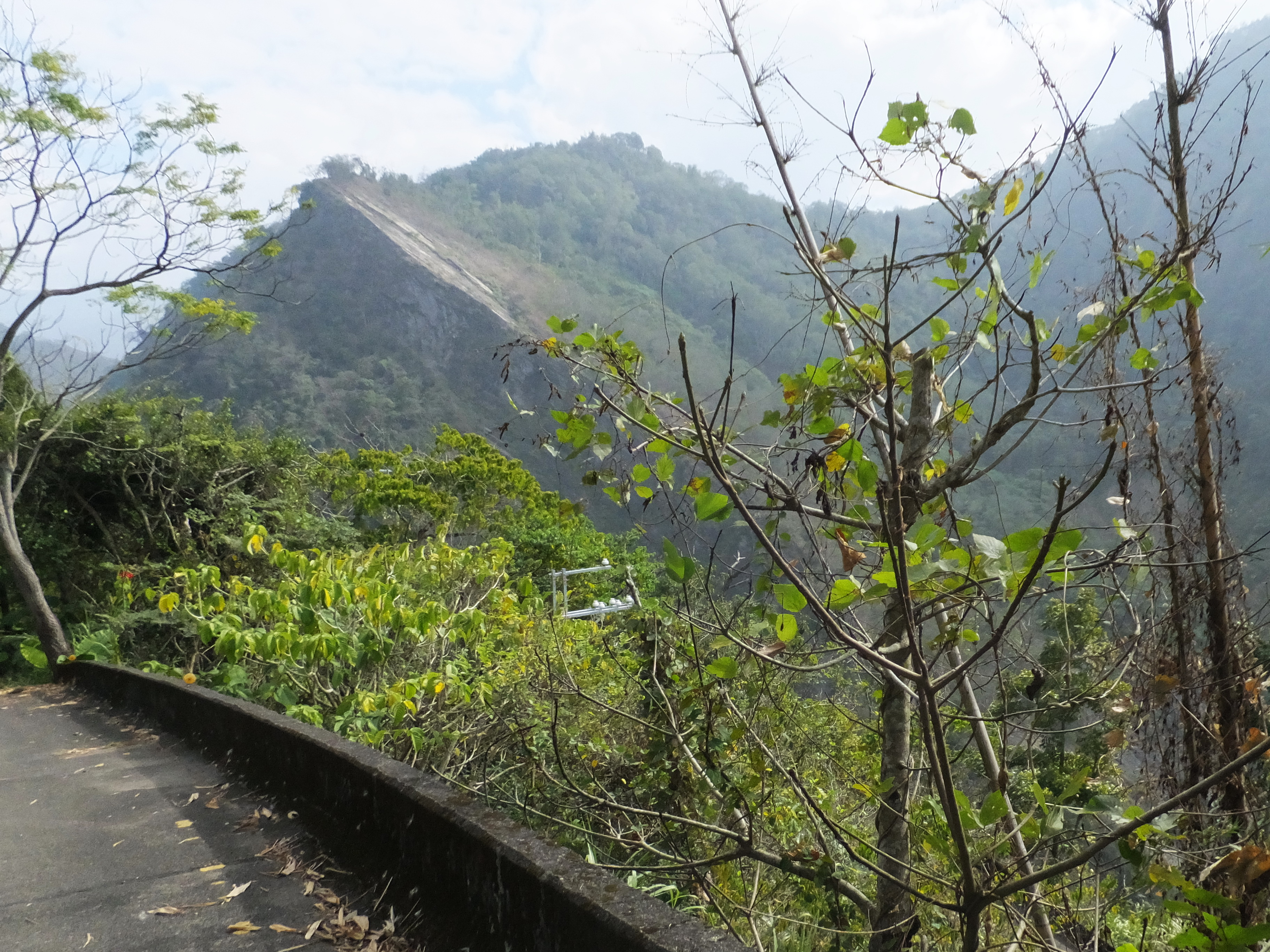
Xianshan oder „heiliger Berg Zion“